# Henk Pellikaan

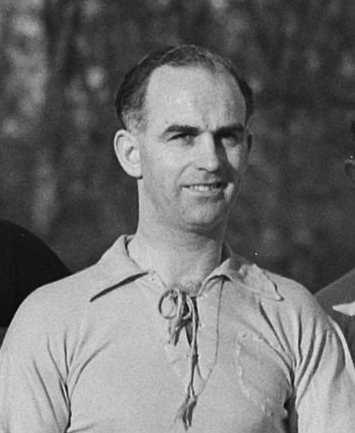
Henk Pellikaan in 1948

Hendricus Adriaan Henk Pellikaan  (Leerdam, 10 november 1910 - Tilburg, 24 juli 1999) was een Nederlands voetballer en ondernemer.
Pellikaan kwam als middenvelder in de jeugd uit voor Sparta Leerdam en vanaf 1928 voor T.S.V. LONGA uit Tilburg. Hij speelde tussen 1932 en 1946 in totaal 13 wedstrijden in het Nederlands voetbalelftal. Hij maakte ook deel uit van de selectie voor het wereldkampioenschap voetbal 1934.
Pellikaan werkte sinds 1928 als calculator bij bouwbedrijf Gebrs. Struijcken. Al voor de  Tweede Wereldoorlog richtte hij zijn eigen bouwbedrijf op waarmee hij miljonair werd. Pellikaan Bouw werd bekend met de bouw van sporthallen. Zijn bedrijf had ook een vestiging in Duitsland en kwam eind jaren '50 in opspraak door meerdere instortingen.
Hij was ook een verdienstelijk amateurtennisser en was van 1953 tot 1957 samen met Harry Dénis lid van de kiescommissie voor het Nederlands elftal van de KNVB. Hij was ook voorzitter van de Tilburgse IJshockeyvereniging en de in 1969 in Tilburg geopende ijsbaan de Pellikaanhal werd naar hem vernoemd.